# Anthurium pilonense
Anthurium pilonense là một loài thực vật có hoa trong họ Ráy (Araceae). Loài này được Reitz miêu tả khoa học đầu tiên năm 1957.